# Dicella aciculifera
Dicella aciculifera är en tvåhjärtbladig växtart som beskrevs av W. R. Anderson. Dicella aciculifera ingår i släktet Dicella och familjen Malpighiaceae. Inga underarter finns listade i Catalogue of Life.